# Samsung Galaxy J5 Pro
Samsung Galaxy J5 Pro es un teléfono inteligente Android, desarrollado por Samsung Electronics para su serie Galaxy J. Fue lanzado en Taiwán en julio de 2017.

## Hardware
El teléfono inteligente está equipado con un Samsung Exynos 7870 SoC integrado con un 14 nm, y consta de 8 ARM Cortex-A 53 núcleos, GPU Mali-T830MP1, 3 GB de memoria y 32 GB de espacio de almacenamiento, el máximo se puede ampliar a 256 GB con tarjeta de memoria MicroSD, compatible con tarjeta dual 4G + 3G de doble modo de espera, la batería es de 3600 mAh no extraíble, para poder usar Samsung Pay los modelos de nivel de entrada tienen tres ranuras para tarjetas como la generación anterior Samsung Galaxy J5 Prime.

### Software
El Samsung Galaxy J5 Pro ejecuta la interfaz One UI basada en el sistema operativo Android 9 Pie.